# Рибинська сільська рада (Каменський район)
Ри́бинська сільська рада (рос. Рыбинский сельский совет) — сільське поселення у складі Каменського району Алтайського краю Росії.
Адміністративний центр — село Рибне.

## Населення
Населення — 767 осіб (2019; 967 в 2010, 1464 у 2002).

## Склад
До складу сільської ради входять:
| Населений пункт    | Населення, осіб (2002) | Населення, осіб (2010) |
| ------------------ | ---------------------- | ---------------------- |
| Рибне, село        | 1243                   | 852                    |
| Самарський, селище | 221                    | 115                    |